# بيليبي
بيليبي (الروسية: Белебей) هي إحدى مدن روسيا في الكيان الفدرالي الروسي باشكورتوستان. مدينة بيليبي هي المركز الإداري لمقاطعة بيلبييفسكي وهي ليست جزءًا إداريًا من المقاطعة.

## أعلام
- سيرجي سوكولوف